# Les Enfants de la pluie
Pour plus de détails, voir Fiche technique et Distribution.
Les Enfants de la pluie est un film d'animation franco-coréen de Philippe Leclerc sorti en 2003. C'est un film de fantasy librement adapté d'un roman de Serge Brussolo, À l'image du dragon.

## Synopsis
Depuis que le Grand dragon cosmique a été tranché en deux par le Voleur d'âmes, le monde est divisé en deux pays dissemblables habités par deux peuples ennemis, les Pyross et les Hydross. Les Pyross, adorateurs du feu et de la lumière, ont une peau ocre; le contact de l'eau leur est mortel. Pendant la saison des pluies, ils s'enferment dans leur cité troglodyte d'Orfalaise, pour se protéger de l'eau et des dragons venus du pays des Hydross. Pendant la saison sèche, le grand prêtre de la lumière, Razza, envoie les meilleurs chevaliers Pyross faire la guerre contre les Hydross, accompagnés de leurs écuyers. Le jeune Skän, fils de Béryl, veut devenir chevalier, comme son père Rodos. Mais Rodos est mort disgracié après s'être opposé vainement à l'accession au pouvoir de Razza, et Béryl finit par subir le même sort. 
Avec l'aide de sa sœur Djuba et de son ami Tob, amoureux de la jeune fille, Skän finit par devenir écuyer. Il découvre alors la réalité de la guerre, et voit pour la première fois les Hydross. Ceux-ci sont un peuple de musiciens et d'artistes entièrement pacifiques, ont la peau turquoise; ils ne peuvent vivre que dans un milieu très humide, et la chaleur les change en statues de pierre pendant toute la durée de la saison sèche, que les chevaliers font exploser afin de récupérer les pierres soleil qu'ils portent à la place du cœur. Arrivé à la cité des Hydross, Amphibole, Skän révolté par cette injustice se retourne contre son chevalier, Akar, le fils de Razza et en s'enfuyant rencontre une jeune Hydross, Kallisto. Akar les retrouve et tente de les tuer tous les deux, mais Skän arrive à tuer le chevalier et part en emportant Kallisto qu'il réveille en la plongeant dans l'eau d'une oasis. Tous deux tombent amoureux et Kallisto le conduit auprès des Insoumis, d'anciens écuyers ayant échappé à la mort. Il s'avère en effet que les chevaliers, leur méfait accompli, se débarrassent de leurs écuyers, craignant que ceux-ci ne révèlent la réalité sur les Hydross, qui n'ont pas d'intentions hostiles et pas non plus de responsabilité dans les attaques des dragons. Les déserteurs ont donc fait un pacte avec les Hydross : ceux-ci leur fournissent un abri pendant la saison des pluies et, en échange, ils tendent des embuscades aux chevaliers sur le trajet pour protéger leurs bienfaiteurs. Lorsque leur ancien maître d'armes Maître Othar vient les prévenir que Razza, devenu fou à cause de la mort de son fils, menace de sacrifier le peuple entier des Pyross par pur sadisme, tous s'allient pour sauver leurs frères.
Ils arrivent à Orfalaise au moment où Razza s'apprête à sacrifier Djuba et d'autres opposants en les exposant à la pluie. Skän l'affronte, alors que Razza se révèle être le Voleur d'âmes. Après un combat acharné, Skän parvient à le vaincre, avec l'aide de Tob. La mort du Voleur d'âmes provoque la guérison du Grand dragon cosmique, qui rétablit l'unité entre les Hydross et les Pyross, entre l'eau et le feu, tandis que Skän et Kallisto s'embrassent bouche à bouche, scellant ainsi l'alliance de leurs peuples.

## Fiche technique
- Titre : Les Enfants de la pluie
- Titre anglais : The Rain Children
- Réalisation : Philippe Leclerc
- Scénario : Philippe Caza et Laurent Turner, d'après l'œuvre de Serge Brussolo
- Musique : Didier Lockwood
- Société de production : MK2 Productions et Praxinos
- Société de distribution : MK2 Diffusion
- Budget : 6 millions d'euros
- Langue : français
- Durée : 86 minutes
- Date de sortie : 25 juin 2003

## Distribution
- Benjamin Pascal : Skän
- Fily Keita : Kallisto
- Charles Pestel : Tob
- Marjolaine Poulain : Djuba
- Pascale Chemin : Djuba jeune
- David Krüger : Akkar
- Yann Le Madic : Akkar jeune
- Mélody Dubos : Béryl
- Frédéric Cerdal : Razza
- Gilbert Lévy : Solon et le narrateur
- Philippe Sarrazin : Trinitro
- Hélène Vauquois : Chloé
- Éric Peter : Maître Otar

Source et légende : version française (VF) sur Planète Jeunesse

## Origines et production
Les Enfants de la pluie est librement adapté du roman À l'image du dragon de Serge Brussolo. Un premier projet d'adaptation, À l'ombre du dragon, avait été conçu par René Laloux, qui avait dû l'abandonner par la suite. Le producteur Léon Zuratas, disposant des droits d'adaptation du roman, entra alors en contact avec Philippe Leclerc et Caza, qui avaient déjà travaillé ensemble avec René Laloux sur Gandahar ; la nouvelle adaptation est entièrement différente du projet de Laloux. Le film est réalisé en cinq ans, dont trois sont consacrés au montage du projet et deux à la création proprement dite ; la pré-production a lieu à Montpellier, pendant cinq mois, et Philippe Leclerc séjourne à Séoul pendant un an pour superviser les éléments du film réalisés en Corée du sud. Philippe Leclerc définit son film comme « un film politico-social » qui évoque le thème du fanatisme.

## Sortie au cinéma
Les Enfants de la pluie a été présenté au Festival international du film d'animation d'Annecy en 2003 dans la catégorie « avant-premières ». Le film sort ensuite au cinéma le 25 juin 2003. En août, le film est distribué en Russie par West Video sur 36 écrans, dans le cadre d'une série de sorties au cinéma de films d'animation français en Russie.

## Réception critique
Le film reçoit des critiques allant généralement du moyen au bon : le site allociné attribue au film une note moyenne de 3 sur une échelle de 5, fondée sur 11 titres de presse. L'univers et les graphismes sont généralement bien considérés, tandis que le scénario est vu comme classique et convainc plus ou moins selon les critiques. Jacques Morice, dans Télérama, attribue au film une note de 3 sur 5, voit dans le film un « croisement de fable initiatique et de science-fiction aux résonances très actuelles » et le juge « riche sur le plan narratif, parfois splendide graphiquement » mais déplore que le public visé soit incertain : « trop compliqué et violent pour des enfants, mais pas assez énigmatique pour les adultes ». Le critique d’Aden salue la « luxueuse minutie de détails » de l'univers, mais reste « dubitatif » devant le dénouement de l'histoire. Romain Le Vern, sur le site objectif-cinéma.com, indique que « le film séduit même jusque dans ses défauts, comme le happy end, aussi convenu que magnifique » et juge l'ensemble « à la fois banal et passionnant ». Bertrand Rougier, dans Mad Movies, estime que le film « parvient donc à convaincre, mais pas à déchaîner l'enthousiasme ». Thomas Sotinel, dans Le Monde, signe une des critiques les plus négatives en jugeant que « les conventions de l'heroic fantasy (...) restent à l'état de schéma directeur » et en évoquant un graphisme « très inégal (souvent mièvre) ». Enfin, pour Patrick Albray sur le site Actua BD, « Le piège du manichéisme guettait les auteurs, avec ces deux mondes antagonistes, l’un guerrier et carnivore, l’autre pacifiste et végétarien (...), ils s’en sont plutôt bien sortis, nous offrant un joli conte sur la tolérance, avec de nombreuses trouvailles pleines de poésie et d’émotion ».